# Christopher Bush
Pour les articles homonymes, voir Bush.
Christopher Bush, nom de plume de Charlie Christmas Bush, né le 25 décembre 1885 à Great Hockham (en), Norfolk, et mort en 1973, est un auteur britannique de roman policier. Sous le pseudonyme de Michael Home, il a également fait paraître quelques thrillers, plusieurs romans situés dans l’Angleterre rurale et une série de récits autobiographiques.

## Biographie
Après des études primaires à l’école de son village natal de Great Hockham (en), dans le Norfolk, il entre à la Thetford Grammar School (en), puis au King's College de Londres, où il obtient un diplôme en langues modernes. Il devient ensuite instituteur dans le Sussex avant de se consacrer à l’écriture.
En 1926, il modifie son prénom pour publier The Plumley Inheritance, la première des quelque soixante enquêtes du détective amateur Ludovic Travers. Propriétaire d’un magnifique immeuble et d’une Rolls Royce rutillante, Travers est, selon ses dires, affligé de plus d’argent qu’il n’en peut dépenser. Homme oisif, mais intelligent, il a connu une dure expérience militaire, ce qui n’est pas sans rappeler la vie et la personnalité du Lord Peter Wimsey de Dorothy Sayers. Travers a toutefois un avantage sur ce dernier : l’un des membres de sa parenté est le directeur de Scotland Yard, ce qui facilite la tâche au détective dilettante quand il veut prêter main-forte à l’inspecteur Wharton lors d'affaires criminelles particulièrement complexes. Christopher Bush a d’ailleurs fondé sa réputation sur l’ingéniosité des faux alibis de ses assassins. Dans Un Meurtre parfait (1929), l’un de ses meilleurs romans, l’intrigue, qui se situe en partie en France, non loin de l’île de Porquerolles, est presque entièrement centrée sur le patient démontage par Ludovic Travers de l’habile alibi du principal suspect.
Christopher Bush a été invité à se joindre au Detection Club en 1937.

## Œuvre

### Romans

#### SérieLudovic Travers
- The Plumley Inheritance (1926)
- The Perfect Murder Case (1929) Publié en français sous le titre Un Meurtre parfait, Paris, Nouvelle Revue Critique, coll. L'Empreinte no 96, 1936 ; réédition dans Mon magazine policier, vol. 5 no 1, Montréal, janvier 1945
- Dead Man Twice (1930)
- Murder at Fenwold (1930)
- Dancing Death (1931)
- Dead Man’s Music (1931)
- The Case of the Unfortunate Village (1932)
- Cut Throat (1932)
- The Case of the April Fools (1933)
- The Case of the Three Strange Faces (1933)
- The Case of the 100% Alibis (1934)
- The Case of the Dead Shepherd (1934)
- The Case of the Chinese Gong (1935) Publié en français sous le titre Le Mystère du Gong chinois, Paris, Nouvelle Revue Critique, coll. L'Empreinte no 91, 1936
- The Case of the Monday Murders (1936)
- The Case of the Missing Minutes (1937)
- The Case of the Leaning Man (1938)
- The Case of the Tudor Queen (1938)
- The Case of the Flying Ass (1939)
- The Case of the Green Felt Hat (1939)
- The Case of the Climbing Rat (1940) Publié en français sous le titre Elle court la souris !, Paris, Éditions de la Paix, coll. Police judiciaire no 13, 1949
- The Case of the Murdered Major (1941)
- The Case of the Fighting Soldier (1942)
- The Case of the Kidnapped Colonel (1942)
- The Case of the Magic Mirror (1943)
- The Case of the Platinum Blonde (1944)
- The Case of the Running Mouse (1944)
- The Case of the Corporal’s Leave (1945) Publié en français sous le titre L’Affaire de la permission du caporal, Paris, Éditions Bordas, 1947
- The Case of the Missing Men (1945) Publié en français sous le titre Meurtre à Lovelands, Paris, Éditions de la Paix, coll. Police judiciaire no 6, 1948
- The Case of the Second Chance (1946)
- The Case of the Curious Client (1947)
- The Case of the Haven Hotel (1948)
- The Case of the Housekeeper’s Hair (1948)
- The Case of the Purloined Picture (1949)
- The Case of the Seven Bells (1949)
- The Case of the Happy Warrior (1950)
- The Case of the Corner Cottage (1951)
- The Case of the Fourth Detective (1951)
- The Case of the Counterfeit Colonel (1952)
- The Case of the Happy Medium (1952)
- The Case of the Burnt Bohemian (1953)
- The Case of the Silken Petticoat (1953)
- The Case of the Red Brunette (1954)
- The Case of the Three Lost Letters (1954)
- The Case of the Amateur Actor (1955)
- The Case of the Benevolent Bookie (1955)
- The Case of the Extra Man (1956)
- The Case of the Flowery Corpse (1956)
- The Case of the Russian Cross (1957)
- The Case of the Running Man (1958)
- The Case of the Treble Twist (1958)
- The Case of the Careless Thief (1959)
- The Case of the Sapphire Brooch (1960)
- The Case of the Dead Man Gone (1960)
- The Case of the Extra Grave (1961)
- The Case of the Three Ring Puzlle (1962)
- The Case of the Heavenly Twin (1963)
- The Case of the Grand Alliance (1964)
- The Case of the Jumbo Sandwich (1965)
- The Case of the Good Employer (1966)
- The Case of the Deadly Diamonds (1967)
- The Case of the Prodigal Daughter (1968) Publié en français sous le titre Mannequin à Soho, Paris, Librairie des Champs-Élysées, Le Masque no 1082, 1969

#### Autres romans policiers
- The Death of the Cosmo Revere (1930)
- The Crank in the Corner (1933)
- The Kitchen Cake Murder (1934)
- The Tea Tray Murders (1934) Publié en français sous le titre Le Mystère du plateau à thé, Paris, Gallimard, coll. Détective, 2e série no 11, 1938
- The Body in the Bonfire ou The Case of the Bonfire Body (1936)
- Murder on Mondays (1936)
- Eight O’clock Alibi (1937)
- The Wedding Night Murder (1937)
- The Case of the Hanging Rope (1937)
- The Case of the Frightened Mannequin (1951)

#### Romans signés Michael Home
- Return (1933) Publié en français sous le titre * God and the Rabbit (1934)
- In This Valley (1934)
- The Questing Man (1936)
- The Harvest is Past (1937)
- David: a Biblical Biography (1937)
- July at Fritham (1938)
- Attack in the Desert (1941)
- The Place of Little Birds (1941)
- The House of Shade (1942)
- City of the Soul (1943)
- The Cypress Road (1945)
- The Strange Prisoner (1947)
- No Snow in Latching (1949)
- Grain of the Wood (1950)
- The Soundless Years (1951)
- The Brackenford Story (1952)
- The Auber File (1953)
- That Was Yesterday (1955)

#### Romans autobiographiques signés Michael Home
- Autumn Fields (1945)
- Spring Sowing (1946)
- Winter Harvest: a Norfolk Boyhood (1967)

### Nouvelles

#### Nouvelles de la sérieLudovic Travers
- The Holy Bears a Berry ou Murder at Christmas (1951) Publié en français sous le titre Meurtre à Noël, Paris, Fayard, Le Saint détective magazine no 18, août 1956 ; réédition dans Histoires de crimes parfaits, Paris, Pocket no 3221, 1989
- Tears for the Jury ou A Drop Too Much (1956) Publié en français sous le titre Les Larmes de crocodile, Paris, Fayard, Le Saint détective magazine no 31, septembre 1957
- Wings of Death (1956)
- Murder of a Maharajah (1957)

#### Autre nouvelle
- The Hampstead Murder (1935), version modifiée en 1955 Publié en français sous le titre Une lettre au Times, Paris, Fayard, Le Saint détective magazine no 14, avril 1956 ; réédition de la même traduction sous le titre Le Meurtre de Hampstead, dans Histoires de femmes fatales, Paris, Pocket no 3222, 1989

#### Nouvelle signée Michael Home
- The Measured Mile (1935)

## Sources
- Jacques Baudou et Jean-Jacques Schleret, Le Vrai Visage du Masque, vol. 1, Paris, Futuropolis, 1984, 476 p. (OCLC 311506692), p. 87-88.
- Claude Mesplède, Dictionnaire des littératures policières, vol. 1 : A - I, Nantes, Joseph K, coll. « Temps noir », 2007, 1054 p. (ISBN 978-2-910-68644-4, OCLC 315873251), p. 330-331.